# Jimmie Johnson

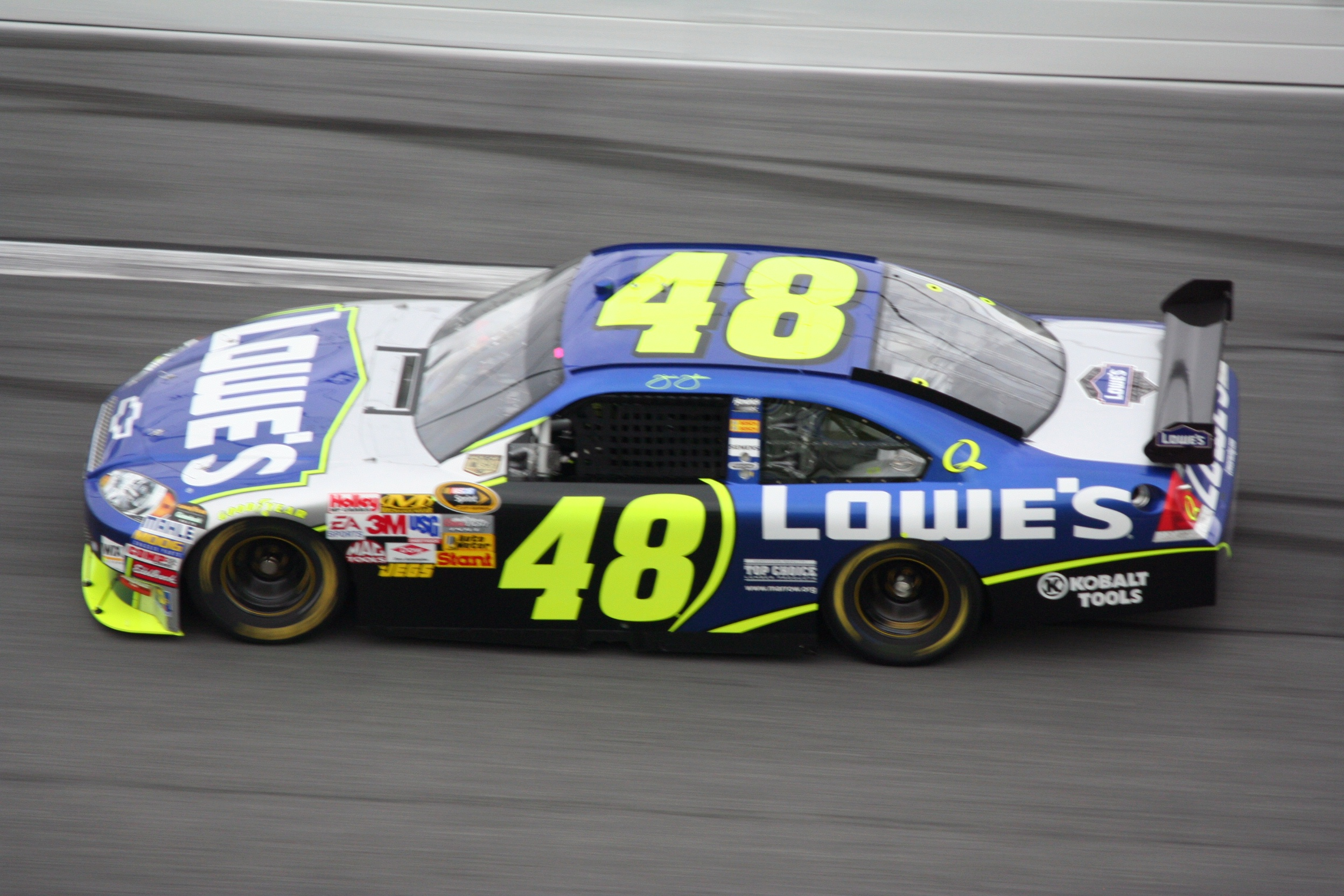
1. 48 Jimmie Johnson år 2008 på Daytona International Speedway i Florida, USA.

Jimmie Kenneth Johnson, född den 17 september 1975 i El Cajon i Kalifornien, är en amerikansk racerförare som kör Indycar. Han körde dessförinnan Nascar, vars cupmästerskap han har vunnit åren 2006, 2007, 2008, 2009, 2010, 2013 och 2016. Johnson blev den andre föraren någonsin att vinna tre raka titlar, den förste var Cale Yarborough. Johnson är en av de mest framgångsrika Nascar-förarna genom tiderna.

## Racingkarriär
Efter att ha blivit tvåa 2004, blev Johnson bland de mest framgångsrika förarna på 2000-talet i Nascar Sprint Cup. 
Med Hendrick Motorsports, Chevrolet tog Johnson tre raka titlar i Nascar:s slutställning, vilket 2007 till stor del berodde på det så kallade utjämningssystemet innan mästerskapsserien The Chase starade. 
Han är den ende förare som tagit sig till fem år i rad i en topp fem-position. 
2008 slutade Johnson återigen som segrare i serien, efter att ha legat förhållandevis långt bakom den första halvan av säsongen, men dominerade i.

### Segrar Nascar Cup Series
| Nr | Bana          | År   |
| -- | ------------- | ---- |
| 1  | Fontana       | 2002 |
| 2  | Dover         | 2002 |
| 3  | Dover         | 2002 |
| 4  | Charlotte     | 2003 |
| 5  | Loudon        | 2003 |
| 6  | Loudon        | 2003 |
| 7  | Darlington    | 2004 |
| 8  | Charlotte     | 2004 |
| 9  | Pocono        | 2004 |
| 10 | Pocono        | 2004 |
| 11 | Charlotte     | 2004 |
| 12 | Martinsville  | 2004 |
| 13 | Atlanta       | 2004 |
| 14 | Darlington    | 2004 |
| 15 | Las Vegas     | 2005 |
| 16 | Charlotte     | 2005 |
| 17 | Dover         | 2005 |
| 18 | Charlotte     | 2005 |
| 19 | Daytona 500   | 2006 |
| 20 | Las Vegas     | 2006 |
| 21 | Talladega     | 2006 |
| 22 | Indianapolis  | 2006 |
| 23 | Martinsville  | 2006 |
| 24 | Las Vegas     | 2007 |
| 25 | Atlanta       | 2007 |
| 26 | Martinsville  | 2007 |
| 27 | Richmond      | 2007 |
| 28 | Fontana       | 2007 |
| 29 | Richmond      | 2007 |
| 30 | Martinsville  | 2007 |
| 31 | Atlanta       | 2007 |
| 32 | Fort Worth    | 2007 |
| 33 | Phoenix       | 2007 |
| 34 | Phoenix       | 2008 |
| 35 | Brickyard 400 | 2008 |
| 36 | Fontana       | 2008 |
| 37 | Richmond      | 2008 |
| 38 | Kansas City   | 2008 |
| 39 | Martinsville  | 2008 |
| 40 | Phoenix       | 2008 |
| 41 | Martinsville  | 2009 |
| 42 | Dover         | 2009 |
| 43 | Indianapolis  | 2009 |
| 44 | Dover         | 2009 |
| 45 | Fontana       | 2009 |
| 46 | Charlotte     | 2009 |
| 47 | Phoenix       | 2009 |
| 48 | Fontana       | 2010 |
| 49 | Las Vegas     | 2010 |
| 50 | Bristol       | 2010 |
| 51 | Sears Point   | 2010 |
| 52 | Loudon        | 2010 |
| 53 | Dover         | 2010 |
| 54 | Talladega     | 2011 |
| 55 | Kansas        | 2011 |

## Karriärstatistik i Nascar Cup series
| År     | Race | Segrar | Pole position | Topp 5 | Topp 10 | Brutna race | Målgång | Start | Vinster ($)  | Rankad | Team                 |
| ------ | ---- | ------ | ------------- | ------ | ------- | ----------- | ------- | ----- | ------------ | ------ | -------------------- |
| 2001   | 3    | 0      | 0             | 0      | 0       | 1           | 31.0    | 22.0  | $122,320     | 52     | Hendrick Motorsports |
| 2002   | 36   | 3      | 4             | 6      | 21      | 3           | 13.5    | 14.3  | $3,788,268   | 5      | Hendrick Motorsports |
| 2003   | 36   | 3      | 2             | 14     | 20      | 3           | 11.4    | 12.3  | $7,745,530   | 2      | Hendrick Motorsports |
| 2004   | 36   | 8      | 1             | 20     | 23      | 7           | 12.1    | 10.5  | $8,275,721   | 2      | Hendrick Motorsports |
| 2005   | 36   | 4      | 1             | 13     | 22      | 5           | 12.7    | 12.2  | $8,336,712   | 5      | Hendrick Motorsports |
| 2006   | 36   | 5      | 1             | 13     | 24      | 1           | 9.7     | 10.8  | $15,875,125  | 1      | Hendrick Motorsports |
| 2007   | 36   | 10     | 4             | 20     | 24      | 4           | 10.8    | 9.8   | $15,313,920  | 1      | Hendrick Motorsports |
| 2008   | 36   | 7      | 6             | 15     | 22      | 1           | 10.5    | 8.5   | $15,170,464  | 1      | Hendrick Motorsports |
| 2009   | 36   | 7      | 4             | 16     | 24      | 1           | 11.1    | 8.2   | $14,388,237  | 1      | Hendrick Motorsports |
| 2010   | 36   | 6      | 2             | 17     | 23      | 4           | 12.2    | 9.4   | $13,393,186  | 1      | Hendrick Motorsports |
| 2011   | 36   | 2      | 0             | 14     | 21      | 2           | 11.9    | 12.9  | $7,599,034   | 6      | Hendrick Motorsports |
| 2012   | 36   | 5      | 4             | 18     | 24      | 6           | 11.2    | 10.6  | $10,469,436  | 3      | Hendrick Motorsports |
|        |      |        |               |        |         |             |         |       |              |        |                      |
| Totalt | 399  | 60     | 29            | 166    | 248     | 38          | 11.7    | 11.0  | $120,477,953 |        |                      |

 Information från den 24 februari 2013.